# Svjetska baština u Azerbajdžanu
Na području današnje Republike Azerbajdžan, prema popisu UNESCO-a (od 2019.), nalaze se ukupno 3 građevine koje su uvrštene u kategoriju svjetske baštine.
Prve dvije su grupirane u jedinice:
- Stari grad Baku
- Nacionalni park Gobustan
- Kanova palača u Šekiju

## Svjetska baština u Azerbajdžanu
| # | Slika | Ime                      | Lokacija                         | Utemeljen                            | Na popisu UNESCO-a | №    | Kriterij |
| - | ----- | ------------------------ | -------------------------------- | ------------------------------------ | ------------------ | ---- | -------- |
| 1 |       | Stari grad Baku          | Baku                             | 7. stoljeće—20. stoljeće             | 1996, 2000.        | 958  | IV       |
| 2 |       | Nacionalni park Gobustan | Regija Baku, 64 km od grada Baku | 43. tisućljeće—3. tisućljeće pr. Kr. | 1996, 2007.        | 1076 | III      |
| 1 |       | Kanova palača u Šekiju   | Šeki                             | 1797.                                | 2001, 2019.        | 1549 | V        |

## Vanjske poveznice
- Službena stranica